# Chionaema vespertata
Chionaema vespertata là một loài bướm đêm thuộc phân họ Arctiinae, họ Erebidae.